# U-Boot tipus XVIII
Els U-Boot tipus XVIII van ser un disseny d'U-boot que havia de millorar els models experimentals anteriors fets per provar la Turbina Walter. La seva producció va ser cancel·lada el 1944 i es va aprofitar el disseny per a construir els U-Boot tipus XXI.

## Antecendents
A les primeries de la dècada dels anys 30 del segle xx, Hellmuth Walter havia dissenyat un petit submarí per fer proves de la seva nova turbina i el 1939 va ser autoritzat per a construir un vaixell experimental, el V-80, que va aconseguir en immersió la velocitat de 28 nusos, trencant els rècords de l'època.
Després de l'èxit de les proves amb el V-80, Walter va contactar el gener de 1942 amb l'Almirall Karl Doenitz que es va entusiasmar amb la idea i va aconseguir l'ordre de construcció de quatre submarins de prova l'estiu de 1942 que donaria lloc als U-boot tipus XVII. Dels resultats d'aquesta sèrie es va dissenyar un versió més gran i ja preparada per a ser usada en combat.

## Projecte
El 4 de gener de 1943 es van atorgar contractes de construcció a les drassanes Deutsche Werke de Kiel per a dues naus del tipus XVIII. Aquests vaixells (U-796 i U-797) havien de ser els primers submarins atlàntics de combat real basats en el dissenys de Hellmuth Walter i tenien un potencial increïble al tauler de dibuix.
Aquests vaixells van ser traslladats a les drassanes Germaniawerft de Kiel el 14 de desembre de 1943 per a la seva finalització, però van ser cancel·lats a favor de la producció del tipus XXI el 28 de març de 1944. El tipus XXI conegut com a Elektroboot era extremadament similar en aparença i mida, però en comptes de la turbina Walter utilitzava una quantitat massiva de bateries situades a l'espai on anirien els dipòsits de combustible de peròxid d'hidrogen.